# ТЕС Маджуба
ТЕС Маджуба — теплова електростанція на північному сході Південно-Африканської Республіки. Знаходиться за 200 км на південний схід від Йоганнесбургу в провінції Мпумаланга.
Будівельні роботи на майданчику станції розпочались в 1983 році, проте потім були пригальмовані через падіння попиту на електроенергію під час демонтажу системи апартеїду. У середині 1990-х проєкт активізували та ввели його енергоблоки в експлуатацію між 1996 та 2001 роками. ТЕС належить до конденсаційних станцій і обладнана шістьма паровими турбінами загальною потужністю 4110 МВт — три блоки по 657 МВт та три по 712 МВт. При цьому в мережу загального користування кожен блок видає лише 612 або 669 МВт, тоді як інша потужність використовується допоміжним обладнанням.
Видалення продуктів згоряння відбувається за допомогою двох димарів висотою по 250 метрів.
Охолодження блоків з меншою потужністю здійснюється із застосуванням сухої технології (можливо відзначити, що нею користується ще кілька південноафриканських станцій, як то ТЕС Матімба та ТЕС Кендал). Три потужніші енергоблоки охолоджують класичним способом.
Паливна ефективність станції становить 35,3 % (для блоків із сухим охолодженням) та 37,7 % (для класичних енергоблоків).
Як і інші теплові електростанції північного сходу ПАР ТЕС Маджуба розраховувалась на використання вугілля із розташованої поруч копальні. Проте вже під час будівництва об'єкта з'ясувалось, що шахтне поле непридатне для розробки через розлом. Як наслідок, паливо довелось постачати із цілого ряду інших підприємств з використанням залізниці (42 тисячі тонн на добу) та автотранспорту (74 тисячі тонн на добу, 700 рейсів). Це значно впливало на рентабельність виробничого процесу, через що станцію намагались максимально використовувати в маневровому режимі.
У 2007—2011 роках на вугільному полі провадилось випробування технології підземної газифікації вугілля. На пласт, розташований за 300 метрів від поверхні землі, пробурили дві свердловини, по одній з яких подавали кисень, а по іншій отримували утворений в результаті горіння газ, що містив монооксид вуглецю, водень, метан та діоксид вуглецю. По завершенні випробувань розпочали етап досліджень в галузі комерціалізації технології, яка б у випадку успіху дозволила виправити ситуацію з рентабельністю постачання палива.